# Associazione Sportiva Fidelis Andria 1990-1991
Questa pagina raccoglie le informazioni riguardanti l'Associazione Sportiva Fidelis Andria nelle competizioni ufficiali della stagione 1990-1991.

## Rosa
| N. |                   | Ruolo | Calciatore            |
| -- | ----------------- | ----- | --------------------- |
|    | Italia (bandiera) | D     | Fernando Argentieri   |
|    | Italia (bandiera) | D     | Angelo Carpineta      |
|    | Italia (bandiera) | P     | Fabrizio Casazza      |
|    | Italia (bandiera) | A     | Marco Francabandiera  |
|    | Italia (bandiera) | C     | Giuseppe Giusto       |
|    | Italia (bandiera) | C     | Giovanni Ivano Guerra |
|    | Italia (bandiera) | A     | Giovanni Ianuale      |
|    | Italia (bandiera) | P     | Luigi Imparato        |
|    | Italia (bandiera) | D     | Claudio Leonardi      |
|    | Italia (bandiera) | D     | Enrico Leoni          |

| N. |                   | Ruolo | Calciatore             |
| -- | ----------------- | ----- | ---------------------- |
|    | Italia (bandiera) | D     | Giovanni Lopez         |
|    | Italia (bandiera) | D     | Pietro Mancone         |
|    | Italia (bandiera) | C     | Fabrizio Mastini       |
|    | Italia (bandiera) | C     | Federico Perugini (II) |
|    | Italia (bandiera) | C     | Raffaele Quaranta (I)  |
|    | Italia (bandiera) | A     | Marco Romiti           |
|    | Italia (bandiera) | D     | Massimiliano Tangorra  |
|    | Italia (bandiera) | C     | Onelio Tavolieri       |
|    | Italia (bandiera) | A     | Walter Tolu            |
|    | Italia (bandiera) | A     | Luca Vinci             |

## Risultati

### Campionato

#### Girone di andata
| 16 settembre 1990 1ª giornata | Siena | 0 – 0 | Fidelis Andria |  |

| 23 settembre 1990 2ª giornata | Fidelis Andria | 1 – 0 | Catanzaro |  |

| 30 settembre 1990 3ª giornata | Arezzo | 0 – 0 | Fidelis Andria |  |

| 7 ottobre 1990 4ª giornata | Fidelis Andria | 1 – 1 | Perugia |  |

| 14 ottobre 1990 5ª giornata | Fidelis Andria | 2 – 1 | Monopoli |  |

| Arbitro: | Carlo Dinelli (Lucca) |

|  |           |                                      |
|  | Marcatori | 60’ Marco Romiti 70’ Giuseppe Giusto |

| 4 novembre 1990 7ª giornata | Fidelis Andria | 1 – 1 | Campania Puteolana |  |

| 11 novembre 1990 8ª giornata | Giarre | 1 – 0 | Fidelis Andria |  |

| 18 novembre 1990 9ª giornata | Fidelis Andria | 3 – 0 | Licata |  |

| 25 novembre 1990 10ª giornata | Casertana | 0 – 0 | Fidelis Andria |  |

| 2 dicembre 1990 11ª giornata | Battipagliese | 0 – 1 | Fidelis Andria |  |

| 9 dicembre 1990 12ª giornata | Fidelis Andria | 1 – 0 | Casarano |  |

| 16 dicembre 1990 13ª giornata | Ternana | 0 – 0 | Fidelis Andria |  |

| 30 dicembre 1990 14ª giornata | Fidelis Andria | 2 – 1 | Torres |  |

| 6 gennaio 1991 15ª giornata | Siracusa | 1 – 0 | Fidelis Andria |  |

| 13 gennaio 1991 16ª giornata | Fidelis Andria | 2 – 0 | Palermo |  |

| 20 gennaio 1991 17ª giornata | Catania | 2 – 1 | Fidelis Andria |  |

#### Girone di ritorno
| 3 febbraio 1991 18ª giornata | Fidelis Andria | 1 – 1 | Siena |  |

| 10 febbraio 1991 19ª giornata | Catanzaro | 0 – 1 | Fidelis Andria |  |

| 17 febbraio 1991 20ª giornata | Fidelis Andria | 0 – 0 | Arezzo |  |

| 24 febbraio 1991 21ª giornata | Perugia | 3 – 1 | Fidelis Andria |  |

| 3 marzo 1991 22ª giornata | Monopoli | 1 – 0 | Fidelis Andria |  |

| Arbitro: | Angelo Bonfrisco (Monza) |

|                     |           |                     |
| Giuseppe Giusto 69’ | Marcatori | 87’ Walter Mazzarri |

| 24 marzo 1991 24ª giornata | Campania Puteolana | 0 – 1 | Fidelis Andria |  |

| 30 marzo 1991 25ª giornata | Fidelis Andria | 1 – 0 | Giarre |  |

| 7 aprile 1991 26ª giornata | Licata | 2 – 0 | Fidelis Andria |  |

| 14 aprile 1991 27ª giornata | Fidelis Andria | 1 – 1 | Casertana |  |

| 28 aprile 1991 28ª giornata | Fidelis Andria | 0 – 0 | Battipagliese |  |

| 5 maggio 1991 29ª giornata | Casarano | 2 – 0 | Fidelis Andria |  |

| 12 maggio 1991 30ª giornata | Fidelis Andria | 1 – 0 | Ternana |  |

| 19 maggio 1991 31ª giornata | Torres | 2 – 0 | Fidelis Andria |  |

| 26 maggio 1991 32ª giornata | Fidelis Andria | 2 – 2 | Siracusa |  |

| 2 giugno 1991 33ª giornata | Palermo | 1 – 1 | Fidelis Andria |  |

| 9 giugno 1991 34ª giornata | Fidelis Andria | 2 – 1 | Catania |  |